# Kundaranahalli, Gubbi
Kundaranahalli là một làng thuộc tehsil Gubbi, huyện Tumkur, bang Karnataka, Ấn Độ.